# 積範疇
數學分支範疇論中，兩個範疇{\displaystyle {\mathcal {C,D}}}之積，是集合的笛卡兒積的延申。乘積以{\displaystyle {\mathcal {C\times D}}}表示，其結果又稱積範疇。定義雙函子及多函子時，要用到積範疇。

## 定義
積範疇{\displaystyle {\mathcal {C\times D}}}的組成部分有：
- 物件，為
有序對{\displaystyle (A,B)}，其中{\displaystyle A}是{\displaystyle {\mathcal {C}}}的物件，而{\displaystyle B}是{\displaystyle {\mathcal {D}}}的物件；
- 態射，由物件{\displaystyle (A_{1},B_{1})}至物件{\displaystyle (A_{2},B_{2})}的態射為：
有序對{\displaystyle (f,g)}，其中{\displaystyle f:A_{1}\to A_{2}}是{\displaystyle {\mathcal {C}}}的態射，{\displaystyle g:B_{1}\to B_{2}}是{\displaystyle {\mathcal {D}}}的態射；
- 態射間的複合運算，是逐個分量的複合：
{\displaystyle (f_{2},g_{2})\circ (f_{1},g_{1})=(f_{2}\circ f_{1},g_{2}\circ g_{1});}
- 物件上的恆等態射，由各分量上的恆等態射組成：
{\displaystyle 1_{(A,B)}=(1_{A},1_{B}).}

## 與其他概念的關係
兩個小範疇之積，是其作為小範疇範疇{\displaystyle \mathbf {Cat} }的物件的乘積。定義域為積範疇的函子，也稱為雙函子。重要例子有Hom函子，其定義域為某範疇{\displaystyle {\mathcal {C}}}及其對偶範疇{\displaystyle {\mathcal {C}}^{\mathrm {op} }}之積： 
{\displaystyle \mathrm {Hom} :{\mathcal {C}}^{\mathrm {op} }\times {\mathcal {C}}\to \mathbf {Set} .}

## 多個範疇之積
正如二元笛卡兒積可以推廣到n元笛卡兒積，範疇的二元積亦同樣可以推廣到{\displaystyle n}元積。若不別同構之異，則二元範疇積可交換及可結合，故此{\displaystyle n}元推廣在理論上並無定義額外的新事物。

### 引用
1. ↑  . 樂詞網. 國家教育研究院 （中文（臺灣））.
2. ↑  Mac Lane 1978.